# Forum Karlín
Forum Karlín je multifunkční komplex, který se nachází v Pernerově ulici v Praze. Jeho výstavba byla zahájena v roce 2011, dodavatelem stavby byla společnost Průmstav. Architektonický návrh zpracovala kancelář Ricarda Bofilla, projekt dodala společnost AED project. Komplex byl otevřen v roce 2014 koncertem kapely Nine Inch Nails. Později zde vystupovaly například kapely King Crimson, Toto a Queens of the Stone Age. V listopadu 2016 zde uspořádala megakoncert Ewa Farna u příležitosti působení 10 let na české hudební scéně. Kromě tanečníků vystoupili také polští vokalisté a nechyběli ani hosté Tomáš Klus, Klára Vytisková, Majk Spirit a Patricie, autorka české verze písně All About That Bass Megan Trainor (Mám boky jako skříň).  Dále se zde konají například různé konference a kongresy. Původním vlastníkem komplexu byl podnikatel Zdeněk Bakala, který jej však roku 2018 prodal.